# Aguirre (Carabobo)
Aguirre es una población perteneciente geopolíticamente al Municipio Montalbán en la región Oeste del Estado Carabobo en el centro de Venezuela.

## Geografía
Aguirre forma parte de la parroquia homónima del municipio Montalbán, ocupando un fértil valle de extraordinarias potencialidades agrícolas y turísticas, goza de un agradable clima fresco cuyas temperaturas llegan a alcanzar los once grados. Está compuesto por varios sectores limitando al norte y al este con el municipio Bejuma y de resto con el poblado de Montalbán.

## Historia
Su nombre se debe posiblemente a un apellido español aunque suele atribuirse en la tradición popular al famoso caudillo "El Tirano Aguirre", tesis rechazada por algunos historiadores e investigadores como el Académico Torcuato Manzo y el Abg. Manuel Peñalver.
Aguirre en tanto pueblo ligado a los españoles existe desde hace varios siglos, ya para el siglo XVIII su existencia es indiscutible, aunque civilmente tiene un cierto reconocimiento administrativo apenas entrado el siglo XX al ser elevado a Municipio y a nivel eclesiástico es hasta la segunda parte del pasado siglo que se le concede estatus de Parroquia. Su existencia es anterior incluso a Bejuma.
Antes del asentamiento de españoles en Aguirre existió presencia de pueblos autóctonos, la huella de pueblos originarios o indígenas como se les llamaron quedó grabado incluso en petroglifos como afirma la Profesora Mery Acuña Parra.

## Tradiciones
La Vida del pueblo de Aguirre estuvo marcada desde sus inicios por la presencia de la Iglesia como hasta ahora.
Son tradiciones fundamentales:
- Las fiestas patronales en honor al Sagrado Corazón de Jesús.
- La Peregrinación a la Gruta de Nuestra Señora de Lourdes.
- El Viacrucis de Montalbán hasta el Templo de Aguirre.
- Las Primicias y Romerías a San Isidro.
- La Misa de Gallo.
- Las Misas de Aguinaldo en las madrugadas.
- Las Misas de Navidad por las noches.
- Las parrandas y nacimientos vivientes.
- El mes de mayo con las flores a la Virgen María.
- La Cruz de Mayo.
- La Misa de San Antonio con la bendición de los panes.

## Patrimonio Material
- Templo Parroquial Sagrado Corazón de Jesús.
- Gruta de Nuestra Señora de Lourdes.
- Capilla Santo Cristo.
- Casa de la Cultura Monseñor Félix Oscar Granadillo.
- Plaza Bolívar.
- Plaza Sagrado Corazón de Jesús.
- Escuela Tamaré.
- Busto del Obispo Granadillo en mármol blanco.

## Otros sitios de interés
- Cerro Santa Ana.
- Cerro San Isidro.
- Hogares Santa Ana.
- Los Kiosquitos.

- Datos: Q4694560